# Tramwaje w La Cisterna
Tramwaje w La Cisterna − zlikwidowany system komunikacji tramwajowej w La Cisterna w Chile.

## Historia
W 1907 spółka Tranvías de La Cisterna a La Granja otworzyła linię tramwaju konnego wzdłuż Av. Américo Vespucio do La Granja. Tramwaje kursowały po torach o rozstawie szyn wynoszącym 1435 mm. Długość linii wynosiła 7,1 km. Linię zamknięto w 1942. 